# Atammik
Atammik [aˈtamːik] (nach alter Rechtschreibung Atangmik) ist eine grönländische Siedlung im Distrikt Maniitsoq in der Qeqqata Kommunia.

## Lage
Atammik liegt an der Südspitze des Landesteils Toqqusap Nunaa am Fjord Ammassivik 75 km südlich von Maniitsoq und 72 km nördlich von Nuuk. Der nächste bewohnte Ort ist Napasoq 29 km nördlich.

## Geschichte
Atammik wurde zwischen 1828 und 1843 als Udsted gegründet. Der Udsted wurde etwas weiter nordwestlich errichtet, als der vorherige Wohnplatz, wo sich noch Ruinen finden lassen. Ursprünglich gehörte der Ort zum Kolonialdistrikt Godthåb und wurde 1877 nach Sukkertoppen übertragen. Seit 1911 war Atammik eine eigene Gemeinde im Kolonialdistrikt Sukkertoppen, der kein Wohnplatz angehörte. Die Gemeinde gehörte zum 9. Landesratswahlkreis Südgrönlands.
1918 lebten 93 Menschen in Atammik. Die Bevölkerung, die wohl ursprünglich von der Inselgruppe Pisuffik zwischen Atammik und Nuuk stammte, wurde als überaus groß und stark beschrieben und als sehr ortsgebunden, sodass viele Bewohner die weiter weg auf Jagdreisen zogen, wie es sonst üblich war. Sie lebten in zehn grönländischen Wohnhäusern. Die Wohnung des Udstedsverwalters stammte aus dem Jahr 1913 und war ein bretterverkleideter Fachwerkbau mit drei Zimmern. Aus dem Jahr 1890 stammte das Speckhaus, in dessen Dachgeschoss sich ein Laden befand. Das Proviantlager wurde 1897 errichtet. Beide Gebäude waren aus Stein gebaut und knapp 32 m² groß. Es gab außerdem ein Pulverhaus, eine Salzerei und einen als Dorschlager dienenden Holzschuppen. Die Schulkapelle war 1918 noch recht neu. Sie war aus Stein, etwa 29 m² groß und mit Altar und Kniefallbank ausgestattet. Dort unterrichtete ein ausgebildeter Katechet. Neben dem Udstedsverwalter gab es zudem noch eine Hebamme in Atammik. Die Bewohner, zu denen siebzehn Jäger und vier Fischer gehörten, lebten von der Jagd auf Robben, Rentiere und Füchse.
1931 wurde ein neuer Laden gebaut. Bereits 1936 erhielt Atammik erneut eine neue Kapelle und 1946 wurde ein Fischhaus errichtet und im Folgejahr eine Salzerei. 1951 wurde ein weiteres Lagergebäude errichtet und 1957 wurden eine weitere Salzerei und eine Werkstatt und 1960 eine Telestation und eine Hebammenwohnung gebaut.
1960 lebten bereits 183 Menschen im Ort. Von 1950 bis 2008 gehörte Atammik zur Gemeinde Maniitsoq. Seit 2009 ist der Ort Teil der Qeqqata Kommunia.

## Wirtschaft
Atammik lebt hauptsächlich vom Fischfang. Während früher vor allem Lodden gefangen werden konnten, sind es heute vielmehr Dorsche und Seehasen. Zudem werden in der Gegend Rentiere gejagt. Royal Greenland ist der größte Arbeitgeber der Siedlung. 34 km nordöstlich liegt die ehemalige Olivinmine Seqi, die 2010 geschlossen wurde. In Atammik existiert ein ausbaufähiges Tourismuspotential.

## Infrastruktur und Versorgung
In Atammik gibt es zwei Anlegestellen für Schiffe und Boote sowie den Kai der Fischfabrik. Der Ort wird vierzehntäglich von Versorgungsschiffen angelaufen. Ein Platz für einen Heliport ist im Osten des Ortes ausgewiesen, aber noch nicht bebaut. Wege sind vorhanden.
Über eine Wasserleitung vom Tiiluata Tasersua anderthalb Kilometer nordwestlich versorgt Nukissiorfiit Atammik mit Trinkwasser. Nukissiorfiit betreibt zudem ein Dieselkraftwerk für die Sicherung der Stromversorgung. Der Ort verfügt über kein Kanalisationssystem. Abwasser wird ins Meer entsorgt, während Abfall verbrannt oder deponiert wird. TELE Greenland ist für die Telekommunikationsversorgung zuständig.

## Bebauung
In Atammik gibt es eine Filiale von Pilersuisoq. Zudem gibt es eine kleine Halle, einen Fußballplatz und einen Spielplatz. Die Kirche wird auch als Versammlungsgebäude genutzt. 16 Kinder besuchen die Kindertagesstätte und 20 die Schule. Vier Gebäude sind für die Altenpflege ausgelegt.

## Sport
Der Fußballverein Kâgssagssuk Atammik nahm 1963/64 an der Grönländischen Fußballmeisterschaft teil.

## Söhne und Töchter
- Dorthe Kristoffersen (1906–1976), Künstlerin

## Bevölkerungsentwicklung
Die Bevölkerungszahl von Atammik stieg bis kurz vor der Jahrtausendwende an und ist seitdem relativ konstant bis rezessiv.